# Corporación Universitaria Americana
La Corporación Universitaria Americana es una institución de Educación Superior que cuenta con el reconocimiento del Ministerio de Educación de Colombia, otorgado mediante resolución n.º 6341 del 17 de octubre de 2006.
Fue fundada el 17 de octubre de 2006, por un grupo de estudiantes visionarios. Los tres primeros programas de pregrado que se ofrecieron fueron Administración de Empresas, Ingeniería de Sistemas y Derecho. Después se fue ampliando la oferta académica, hasta el punto de ofrecer programas de postgrado.
Ofrece en las ciudades de Barranquilla y Medellín programas profesionales en las siguientes áreas del conocimiento: Ciencias Sociales y Humanidades, Ciencias Económicas Administrativas y Contables e Ingenierías. En la ciudad de Montería ofrece las áreas de Ciencias Económicas Administrativas y Contables.
La Institución mantiene convenios académicos con otras instituciones de educación superior a nivel nacional e internacional como la Universidad Politécnica de Puerto Rico, la Universidad UCINF, Academia de Marketing Digital entre otras.

## Historia
En el año 2006, un grupo de profesionales dedicados al desarrollo de proyectos de educación para el trabajo y desarrollo humano, deciden crear la Institución Universitaria Americana, inicialmente en la ciudad de Barranquilla y en el año 2008 determinan ampliar cobertura estableciendo una sede en la ciudad de Medellín.
En reconocimiento a su propuesta académica y social, recibe personería jurídica mediante Resolución del Ministerio de Educación Nacional, N.º 6341 del 17 de octubre de 2006; así mismo, recibe autorización para ofrecer los programas profesionales en: Administración de Empresas e Ingeniería de sistemas en 2006; Derecho en 2008; Contaduría Pública por Ciclos Propedéuticos y Negocios Internacionales por Ciclos Propedéuticos en 2011 ; e Ingeniería Industrial en 2012.
En el año 2011, recibió la certificación Icontec e IQNet, bajo la Norma ISO 9001.
En el año 2012 recibió la Certificación de la Federación Nacional de Comerciantes (Fenalco) por su Responsabilidad Social.
En la ciudad de Montería (Córdoba) ofrece, desde el año 2015, los programas de Administración de Empresas y Contaduría Pública.

## Facultades

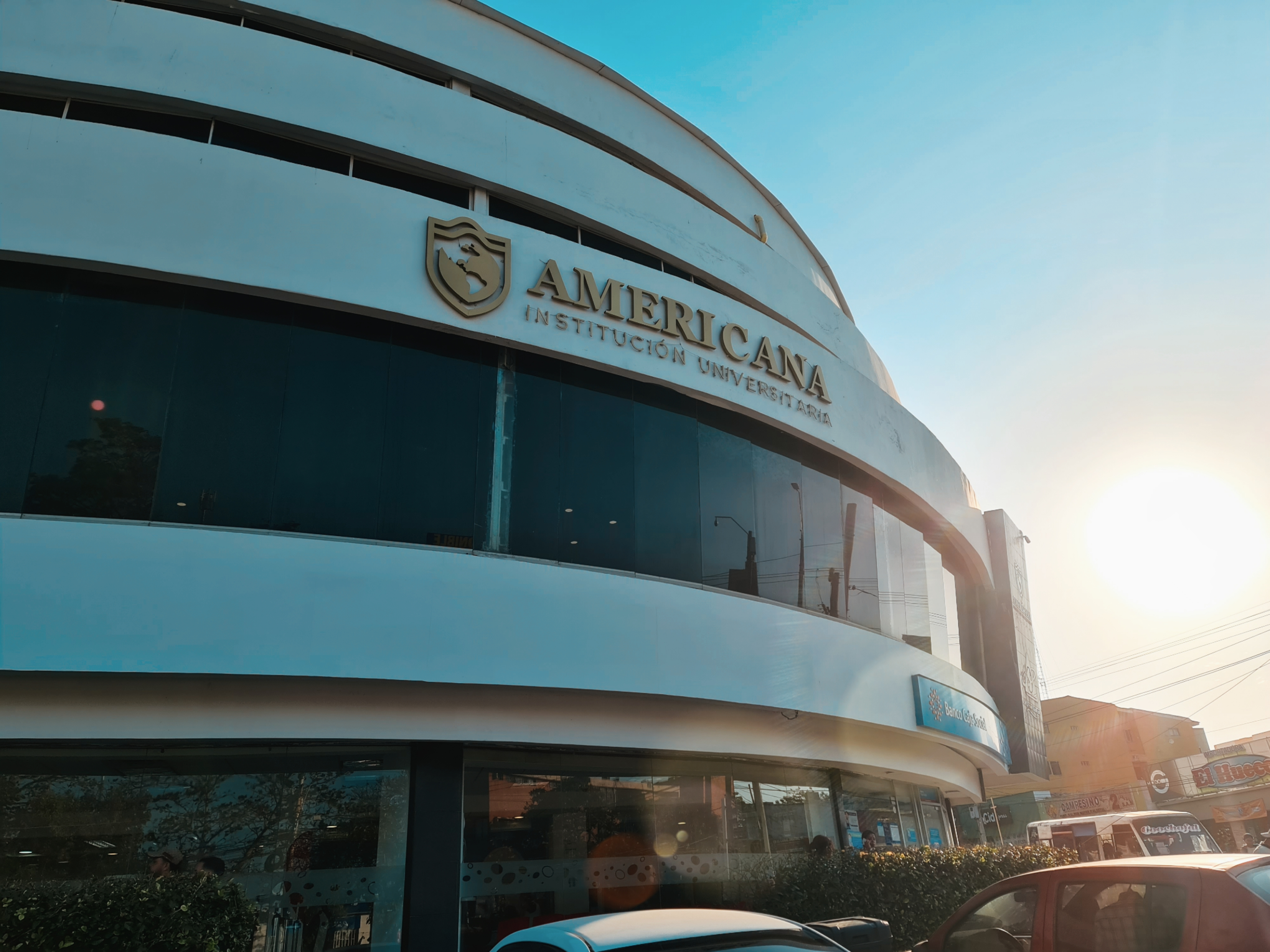
Edificio Cosmos - Barranquilla

Actualmente la universidad está compuesta por cuatro facultades:
Facultad de Humanidades y Ciencias Sociales:
- Programa de Derecho, Psicología y Comunicación Social. Barranquilla y Medellín

Facultad de Educación:
- Programa de Licenciatura en Pedagogía Infantil. Medellín y Barranquilla
- Programa de Licenciatura en Educación Bilingüe. Barranquilla y Medellín

Facultad de Ingeniería:
- Programa de Ingeniería Industrial.
- Programa de Ingeniería de Sistemas.
- Programa de Tecnología en Higiene y Seguridad en el Trabajo Barranquilla

Facultad de Ciencias Económicas, Administrativas y Contables:
- Programa de Administración de Empresas y Administración Turística y Hotelera. Ciclos Propedéuticos en Barranquilla y Montería; Ciclo Normal en Medellin
- Programa de Negocios Internacionales por Ciclos Propedéuticos Barranquilla y Medellin
- Programa de Contaduría Pública por Ciclos Propedéuticos Barranquilla, Medellin y Monteria
- Programas en Metodología Virtual, Enfoque internacional

## Escuela de Posgrados

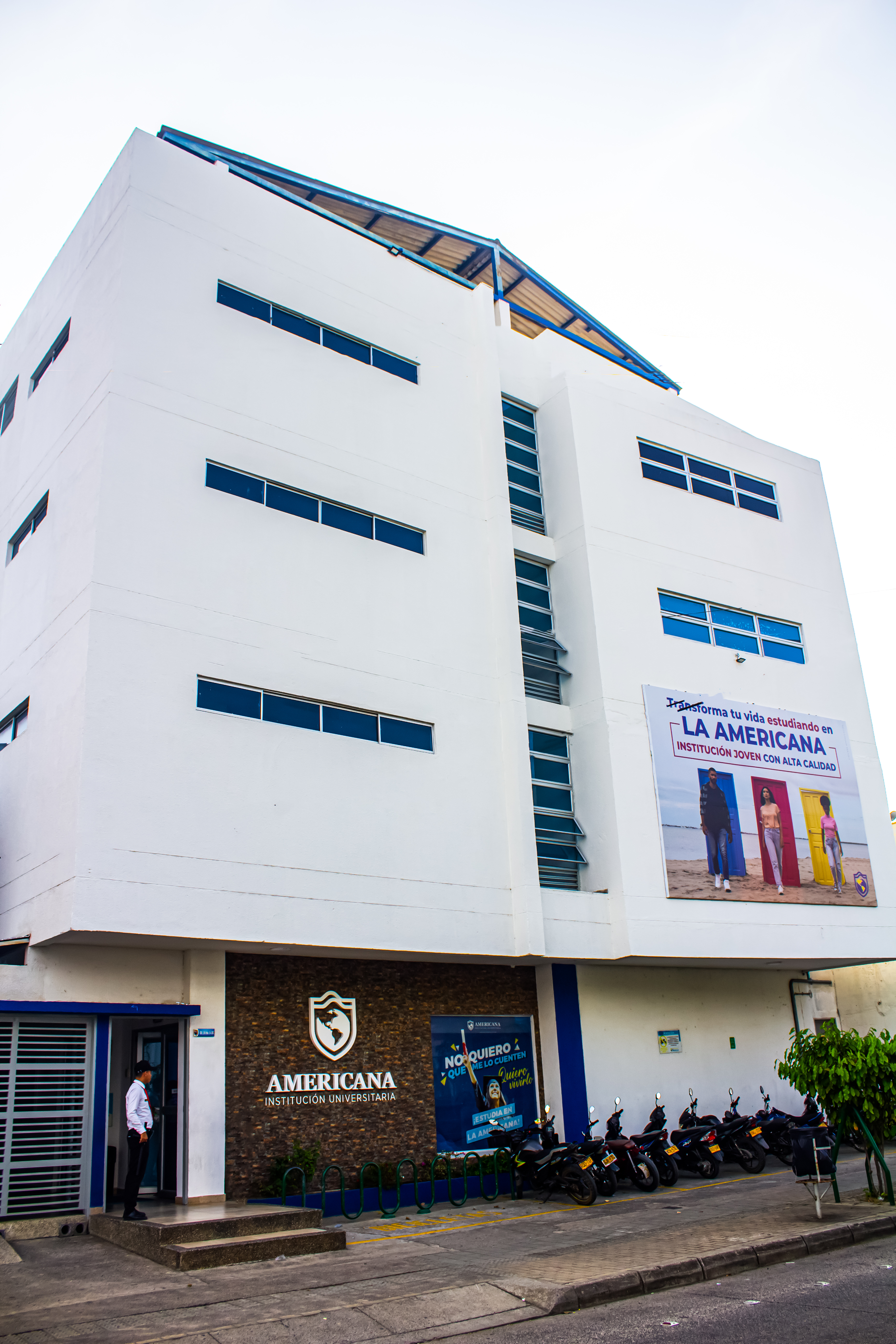
Sede Montería

La Corporación Universitaria Americana ofrece por intermedio de su Escuela de Posgrados tres especializaciones en sus Sedes de Barranquilla y Medellín:
- Especialización en Seguridad Informática
- Especialización en Gerencia de Mercadeo Estratégico
- Especialización en Gerencia Empresarial y Competitividad.
- Especialización en Gerencia Tributaria.
- Especialización en Derecho Constitucional. Solo en Barranquilla
- Especialización en Derecho Penal. Solo en Medellín
- Especialización en Derecho Laboral
- Especialización en Derecho Laboral (Virtual)

## Educación continuada
- Centro de Idiomas
- Cursos complementarios
- Diplomado en Alta Gerencia

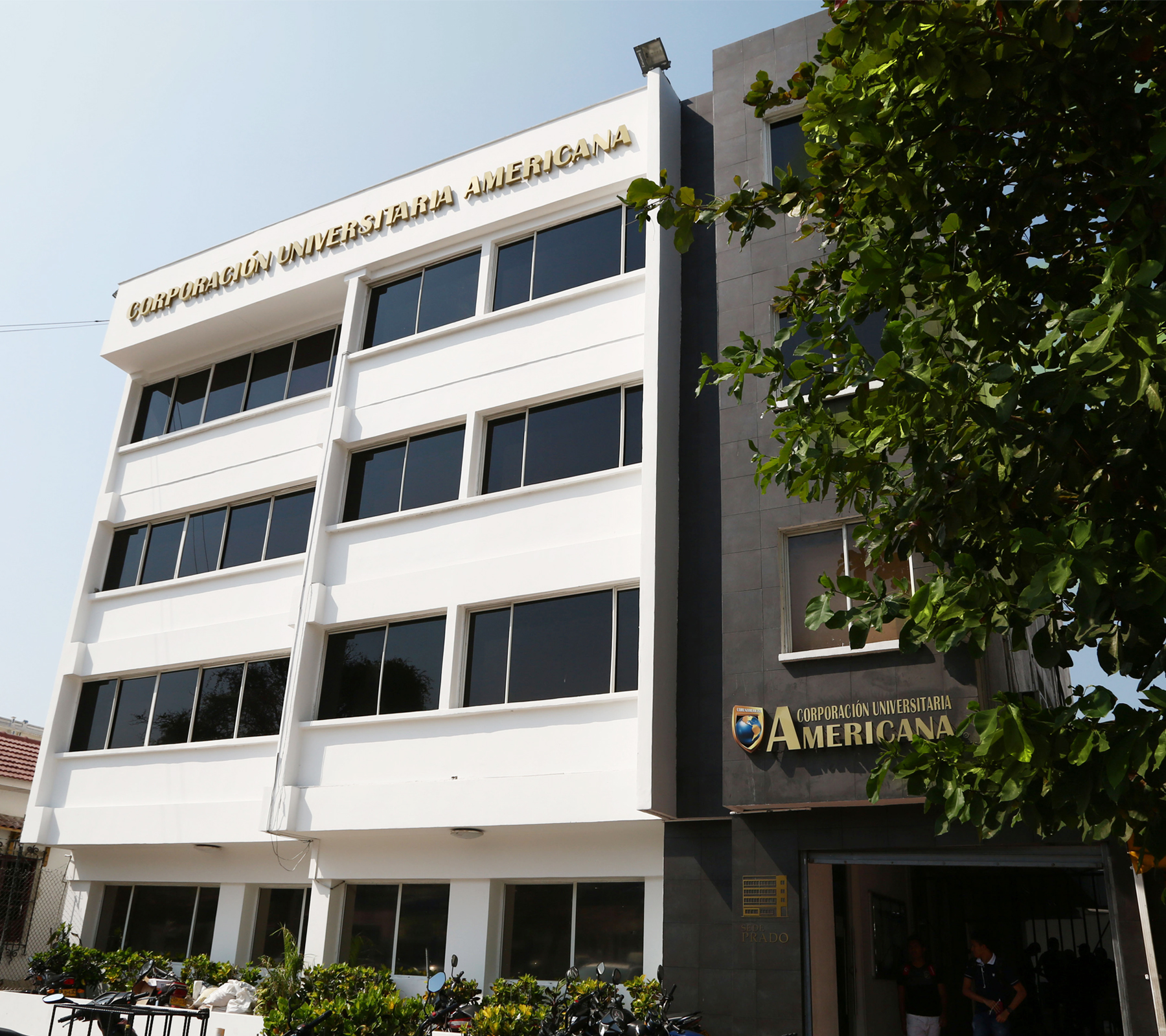
Edificio Prado - Barranquilla

- Diplomado en Formulación y Evaluación de Proyectos de Inversión Social
- Diplomado en Aplicación WEB
- Diplomado en Marketing digital
- Diplomado en Dirección y Gestión de Empresas
- Diplomado en Seguridad Informática
- Diplomado en Alta Gerencia Pública y Gobernabilidad
- Diplomado en Competencias Emprendedoras, Motivación e Innovación
- Diplomado en Participación Ciudadana y Convivencia Pacífica
- Diplomado en Docencia Universitaria y Edumática

## Investigación

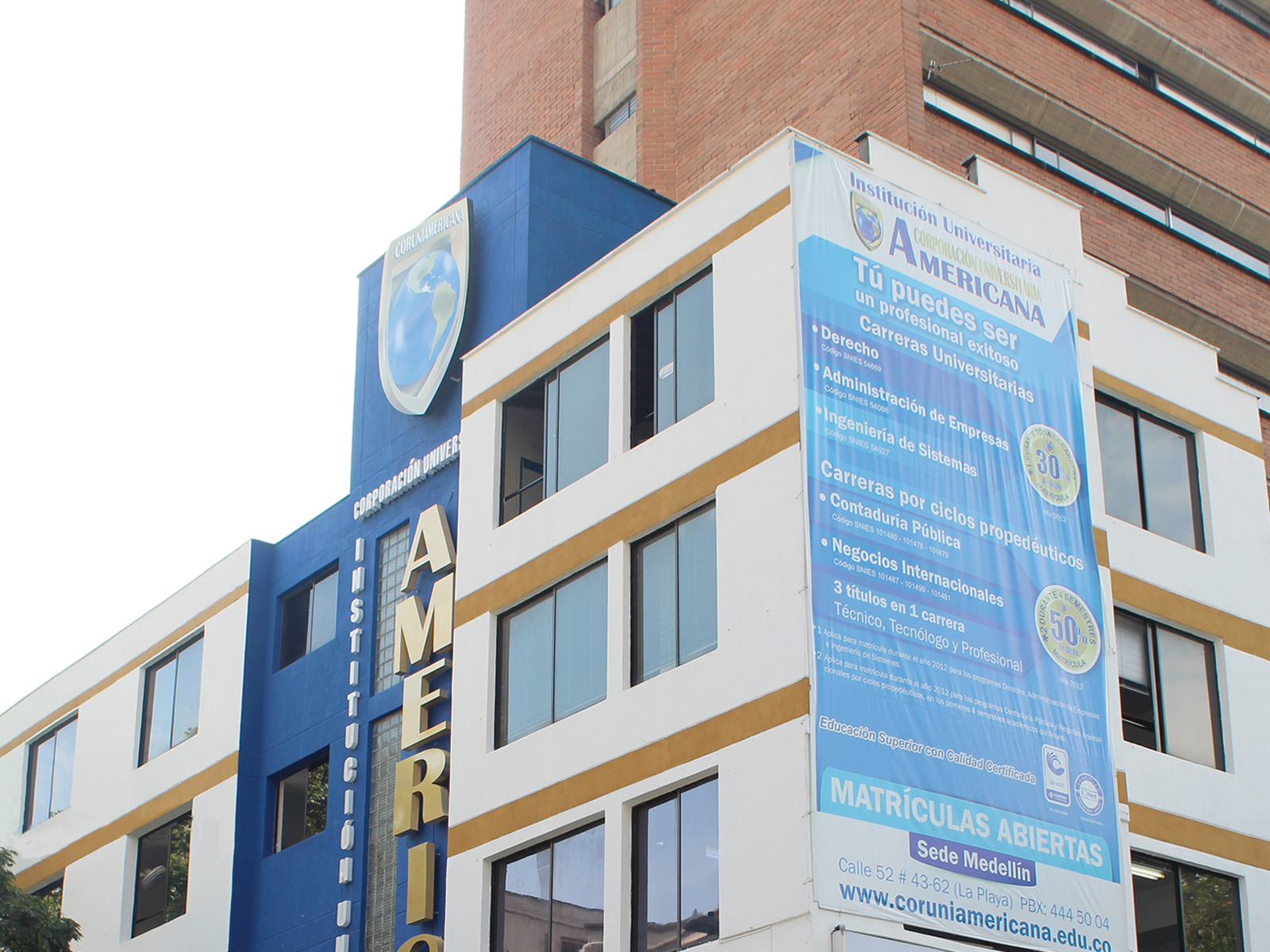
Sede Medellín, Edificio Principal

La Americana cuenta con los siguientes Grupos de Investigación avalados por Colciencias: En la Sede Barranquilla: Derecho, Justicia y Estado Social de Derecho; Aglaia y Gisela; y en la Sede Medellín los grupos: Gigade, Gipeci y Gisirte.

### Publicaciones del Sello Editorial
Revistas:
Pensamiento Americano, Revista Ad-Gnosis, Revista Innovación, Ingeniería y Desarrollo;

### Libros Publicados
Mundo Competitivo Gerencia y Competitividad
Autor: José María Mendoza Guerra ISBN 978-958-99557-0-3
Recursos, Términos y Notificaciones en el Procedimiento Civil Colombiano
Autor: Luis Alberto Villegas Moreno. ISBN 978-958-99557-4-1
Estrategia Didáctica para la Enseñanza de la Geometría y la Estadística utilizando el Eje Temático de los Residuos Sólidos.
Autor: Luis Gabriel Turizo Martínez. ISBN 978-958-99557-5-0
La Investigación Acción y las Estrategias Pedagógicas. Una alternativa para solucionar dificultades académicas en niveles de secundaria y universitario.
Autor: Luis Gabriel Turizo Martínez. ISBN 978-958-99557-1-2
Manual de Economía Básica. Notas de Clases, Curso de Economía para no Economistas: Módulo de Microeconomía.
Autor: Juan Carlos Miranda Morales - Wilman Iglesias. ISBN 978-958-58187-0-5
Marketing Internacional Una Mirada desde la Promoción del Ecoturismo.
Autor: Ricardo Simancas Trujillo. ISBN 978-958-99557-9-6
Lecciones preliminares de Bienes
Autor: Luis Alberto Villegas Moreno. ISBN 978-958-99557-2-7
Recursos, términos y notificaciones en el Procedimiento Civil Colombiano
VII Edición - Actualizada Ley 1395/2000
Autor: Luis Alberto Villegas Moreno. ISBN 978-958-99557-4-1
Las reformas a la Constitución de 1991
Incidencias en el desarrollo del Estado Social de Derecho
Autor: Orlando Cadrazco Salcedo. ISBN 978-958-99557-1-0
Autoría Mediata en Estructuras Organizadas de Poder
"El Autor tras el Autor en el proceso de Justicia y Paz"
Autor: Cristina Montalvo Velásquez. ISBN 978-958-99557-5-8

## Working Papers
Desarrollo de un prototipo Arduino - móvil y geoposicional en el área de la telemedicina para el monitoreo remoto de personas diabéticas a través de la red celular.
Autor: Yair Enrique Rivera Julio.
Desarrollo de un prototipo Arduino - Móvil y Geoposicional en el área de la Telemedicina para el monitoreo remoto de personas diabéticas a través de la web con servicios extendidos georeferenciados.
Autor: Yair Enrique Rivera Julio.
La Autoría Mediata y su posible aplicación en los Procesos de Justicia y Paz en Colombia.
Autor: Cristina Elizabeth Montalvo Velásquez.
Modelamiento del Juego Tradicional de la Bolita de Uña, practicado por los jóvenes del mundo entero.
Autor: Luis Gabriel Turizo Martínez.
Modelamiento del Juego Tradicional de La Cuarta practicado por los jóvenes de la región Caribe colombiana.
Autor: Luis Gabriel Turizo Martínez.
Modelamiento del juego tradicional de mesa El Siglo en el lenguaje de programación java.
Autor: Luis Gabriel Turizo Martínez.
Reflexiones en torno a los temas gerenciales.
Autor: José María Mendoza Guerra.

### Periódicos
Periódico Actualidad Americana.

## Convenios

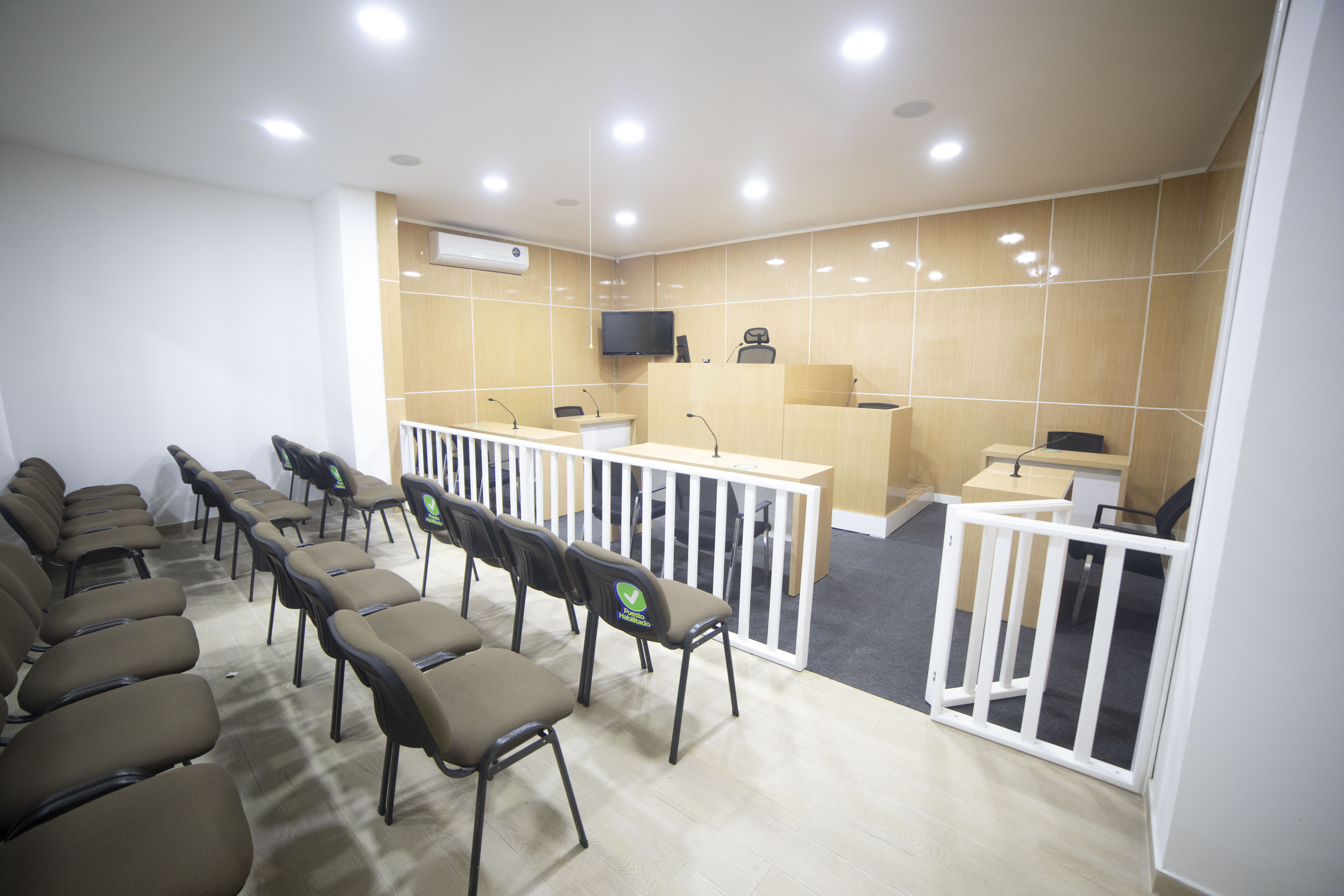
Consultorio Jurídico - Institución Universitaria Americana - Barranquilla

### Internacionales
- CENSA (Col-USA), EE.UU
- Universidad de Fortaleza, Brasil
- Universidad Estadual Paulista, Brasil
- UAPA, República Dominicana
- Universidad Americana, Panamá
- Universidad Internacional de la Rioja, España
- Universidad Nacional del Cuyo, Argentina
- Universidad Señor de Sipán, Perú
- Universidad Autónoma de Sinaloa, México
- Universidad de Sevilla España, España
- Universidad Estadual de Goias, Brasil
- UNIVATES, Brasil
- Universidad Politécnica de Puerto Rico, Puerto Rico
- Universidad del Caribe, Panamá
- Universidad de Alicante, España
- Universidad Bernardo O´Higgins, Chile
- Instituto Latinoamericano de Derecho, Ecuador
- Universidad comunitaria de la región de Chapeco, Brasil
- Universidad Virtual del Estado de Guanajuato, México
- Universidad Líder Peruana, Perú
- Universidad Católica de los Ángeles de Chimbote, Perú

### Nacionales
- Corporación Universitaria Latinoamericana
- Universidad Tecnología de Bolívar
- Instituto Politécnico Gran Colombiano
- Alcaldía Distrital de Barranquilla[2]
- Secretaria Distrital de Educación de Barranquilla